# Sergio Lozano Martínez
Sergio Lozano Martínez   (Alcalá de Henares, 9 de novembre de 1988) és un jugador de futbol sala madrileny que juga al FC Barcelona com a Ala. El 2020 va ser guardonat amb una plaça al premi al millor equip de l'any de FutsalFeed 2020.

## Palmarès

### FC Barcelona
- Lliga Espanyola: 4 (2011-12, 2012-13, 2018-19, 2020-21)
- Copa de Catalunya: 6 (2013-14, 2014-15, 2015-16, 2016-17, 2017-18, 2018-19).
- Copa del Rei: 6 (2011-12, 2012-13, 2013-14, 2017-18, 2018-19, 2019-20)
- Copa d'Espanya: 5 (2011-12, 2012-13, 2018-19, 2019-20, 2021-22)
- Supercopa d'Espanya: 3 (2013-14, 2019-20, 2021-22).
- Copa de Futbol Sala de la UEFA: 4 (2011-12, 2013-14, 2019-20, 2021-22)

### Selecció
- 1 Eurocopa (2012)
- 1 Campionat d'Europa sub-21 (2007)
- 1 Campionat d'Espanya sub-21 (2007/08)
- 2 Campionats d'Espanya juvenils de seleccions territorials (2005/06, 2006/07)
- 1 millor equip de l'any: extrem (2020)